# Marquess of Waterford

Das Wappen der Marquesses of Waterford verbindet die Familienwappen Beresford (Feld 1 und 4) und de La Poer (Feld 2 und 3).

Marquess of Waterford ist ein erblicher britischer Adelstitel in der Peerage of Ireland. Es ist der älteste noch bestehende und damit höchstrangige irische Marquess-Titel. 
Der Titel ist nach dem irischen County Waterford benannt und wurde am 19. August 1789 von König Georg III. für George de la Poer Beresford, 2. Earl of Tyrone geschaffen.
Er hatte 1763 von seinem Vater die Titel 2. Earl of Tyrone (geschaffen 1746), 2. Viscount Tyrone (geschaffen 1720), 2. Baron Beresford, of Beresford in the County of Cavan (geschaffen 1720), und 5. Baronet, of Coleraine in the County of Londonderry, (geschaffen 1665, Baronetage of Ireland), geerbt. Zudem hatte er 1769 von seiner Mutter den Titel 2. Baron Le Poer geerbt, der dieser 1767 als Barony by writ bestätigt worden war. Am 21. August 1786 wurde er außerdem zum Baron Tyrone, of Haverfordwest in the County of Pembroke, erhoben. Letzterer Titel gehörte, anders als die vorgenannten Titel in der Peerage of Ireland, zur Peerage of Great Britain und war bis zum House of Lords Act 1999 unmittelbar mit einem Sitz im House of Lords verbunden. Die Titel werden seit 1789 als nachgeordnete Titel des Marquess geführt. Der Erbe (Heir Apparent) des Marquess verwendet den Höflichkeitstitel Earl of Tyrone, dessen Heir Apparent den Höflichkeitstitel Lord Le Poer.
Familiensitz ist Curraghmore House, bei Portlaw im County Waterford, Irland.

## Liste der Marquesses of Waterford (1789)
- George de La Poer Beresford, 1. Marquess of Waterford (1735–1800)
- Henry de La Poer Beresford, 2. Marquess of Waterford (1772–1826)
- Henry de La Poer Beresford, 3. Marquess of Waterford (1811–1859)
- John de La Poer Beresford, 4. Marquess of Waterford (1814–1866)
- John Henry de La Poer Beresford, 5. Marquess of Waterford (1844–1895)
- Henry de La Poer Beresford, 6. Marquess of Waterford (1875–1911)
- John Charles de La Poer Beresford, 7. Marquess of Waterford (1901–1934)
- John Hubert de La Poer Beresford, 8. Marquess of Waterford (1933–2015)
- Henry Nicholas de la Poer Beresford, 9. Marquess of Waterford (* 1958)

Heir Apparent ist der Sohn des aktuellen Titelinhabers Richard John de la Poer Beresford, Earl of Tyrone (* 1987).